# Samuel Wendell Williston
Aquest autor és citat en taxonomia animal amb el nom «Williston».
Samuel Wendell Williston fou un paleontòleg i entomòleg estatunidenc, nascut el 10 de juliol del 1852 a Boston i mort el 30 d'agost del 1918 a Chicago.

## Biografia
Era fill de Samuel i de Jane A. Turner. Obtingué el seu Bachelor of Sciences a l'escola d'agricultura de Kansas el 1872 i després el Master of Arts el 1875. Aconseguí el seu doctorat medical a Yale el 1880 i el seu Ph. D. el 1885.
El 20 de desembre del 1880 es casà amb Annie I. Hathaway. Des del 1876 fins al 1885, fou ajudant en paleontologia i osteologia. Entre el 1885 i el 1886, fou model d'anatomia i després professor entre el 1886 i el 1890. Fou professor de geologia i anatomia a l'escola de medicina de la universitat de Kansas, de la qual esdevingué també el degà. El 1902 esdevingué catedràtic de paleontologia a la Universitat de Chicago.
Contribuí amb diversos departaments científics (com ara l'organisme d'investigació geològica estatunidenc, entre el 1882 i el 1885), i fou membre de diverses societats científiques, com ara l'American Academy of Arts and Sciences i la National Academy of Sciences.
Williston fou autor de 250 articles científics sobre entomologia, zoologia, anatomia comparada i paleontologia, especialment sobre rèptils i amfibis. També escrigué sobre higiene. Cal destacar-ne el Manual of North American Diptera (1896, reeditat el 1908), els volums IV (1898) i VI (1900) dels Reports University Geological Survey of Kansas, i American Permian Vertebrates (1911).

### Llista parcial de publicacions
- Synopsis of the Families and Genera of North American Diptera. 1888.
- Restoration of Dolichorhynchops osborni: A new cretaceous plesiosaur. 1902.
- North American Plesiosaurs: Elasmosaurus, Cimoliasaurus, and Polycotylus. 1906.
- The Skull of Brachauchenius: With Observations on the Relationships of the plesiosaurs. 1907.
- American Permian Vertebrates. 1911.
- Water Reptiles of the Past and Present. 1914.
- Ogmodirus martinii, a new plesiosaur from the cretaceous of Kansas. 1917.
- The Osteology of the Reptiles. 1925.
- Elasmosaurid plesiosaurs with description of new material from California and Colorado. 1943.